# De minimis non curat praetor
De minimis non curat praetor és una locució llatina del dret romà que significa que el jutge no s'ocupi de les minúcies, dels aspectes intranscendents del procés. Sovint s'abreuja com de minimis. De minimis al dret significa la regla que estableix una quantitat límit per sota de la qual la llei eximeix de certes taxes.